# 江俣治夫
江俣 治夫（えまた はるお）は、日本の元アマチュア野球選手である。ポジションは内野手。

## 来歴・人物
作新学院高で3年生の時に、1970年夏の全国高校野球の北関東大会に出場するが、高崎商業高校に敗退し、甲子園への出場は実現しなかった。
同年のドラフト会議で東映フライヤーズから3位指名されたが入団を拒否し、日本大学に進学。東都大学野球リーグでは1973年秋季リーグで首位打者となり、ベストナインにも選ばれた。
卒業後は日立製作所に入社。